# Celleporaria umbonatoidea
Celleporaria umbonatoidea är en mossdjursart som först beskrevs av Liu och Li 1987.  Celleporaria umbonatoidea ingår i släktet Celleporaria och familjen Lepraliellidae. Inga underarter finns listade i Catalogue of Life.